# Lemon Hill (Kalifornija)
Lemon Hill je naseljeno područje za statističke svrhe u američkoj saveznoj državi Kalifornija. Prema popisu stanovništva iz 2010. u njemu je živjelo 13.729 stanovnika.